# Johan II. van Arkel
Johan II. van Arkel (* um 1010 in IJsselmonde; † 7. Januar 1077) aus dem ersten Haus van Arkel war (Lehen)heer des Landes van Arkel, von Heukelom und Polsbroek.
Er war der Sohn des Herren Johan I. van Arkel und der Elisabeth van Cuyk (um 1010 – um 1030), Tochter des Willem van Cuyk. Johan II. heiratete Margaretha van Altena. Während seiner Herrschaft über das Land van Arkel ließ Johan II. die Kirchen von Spijk und Dalem erbauen. Im Jahre 1076 zog er gemeinsam mit Robert dem Friesen und dessen Schwiegersohn Dietrich V. van Holland in den Kampf gegen den Bischof Konrad von Utrecht und half mit bei der Belagerung von Schloss IJsselmonde. Johan II. ist womöglich bei der Schlacht von IJsselmonde ums Leben gekommen.